# Синтаксин
Синтаксин (англ. Syntaxin) — трансмембранный белок, компонент белкового комплекса SNARE, обеспечивающего слияние синаптической везикулы с пресинаптической мембраной и высвобождение нейромедиатора в синаптическую щель. Существует 4 изотипа синтаксинов.

## Структура и функция

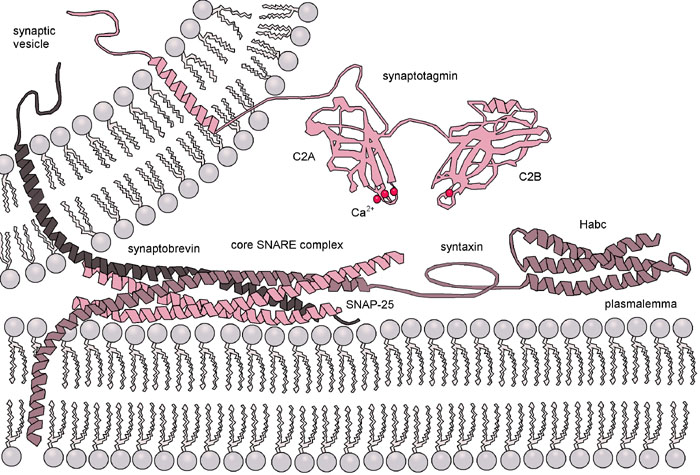
Молекулярная машина экзоцитозного высвобождения нейромедиатора в синапс (SNARE комплекс). Синтаксин (показан коричневым цветом) состоит из N-концевого регуляторного домена (Habc), который включает 3 α-спирали, SNARE домена и C-концевого трансмембранного домена.

Синтаксин относится к подгруппе Q-SNARE. Молекула синапсина состоит из трёх доменов: N-концевой регуляторный домен (Habc), комплексообразующий SNARE домен и C-концевой трансмембранный домен. 
- SNARE домен является 60-70-аминокислотной последовательностью, характерной для всех белков семейства SNARE.
- Регуляторный домен сформирован из трёх альфа-спиральных участков. В «закрытой» конформации синтаксина этот домен закрывает SNARE домен и блокирует его взаимодействие с одноимёнными доменами других белков SNARE комплекса. Такая «закрытая» конформация синтаксина поддерживается другим белком nSec1 (Munc18). В «открытой» конформации синтаксин способен образовать SNARE комплекс.

Связывание синтаксина с синаптотагмином является кальций-зависимым.